# Les Abymes
Les Abymes é uma comuna francesa, situada no departamento de Guadalupe. Conta com mais de 60 000 habitantes, Les Abymes é a comuna mais populosa de Guadalupe. 

## Política e administração
Les Abymes é dividida em 5 cantões:
- O 1º cantão comporta 9 754 habitantes;
- O 2º cantão comporta 14 559 habitantes;
- O 3º cantão comporta 12 109 habitantes;
- O 4º cantão comporta 16 807 habitantes;
- O 5º cantão comporta 9 825 habitantes.

## Cidades Irmãs
- Créteil, França desde 1981

## Ligações Externas
- Site oficial da cidade de Les Abymes
- Site do Conselho geral da Guadalupe.